# Israel Cornejo Sánchez

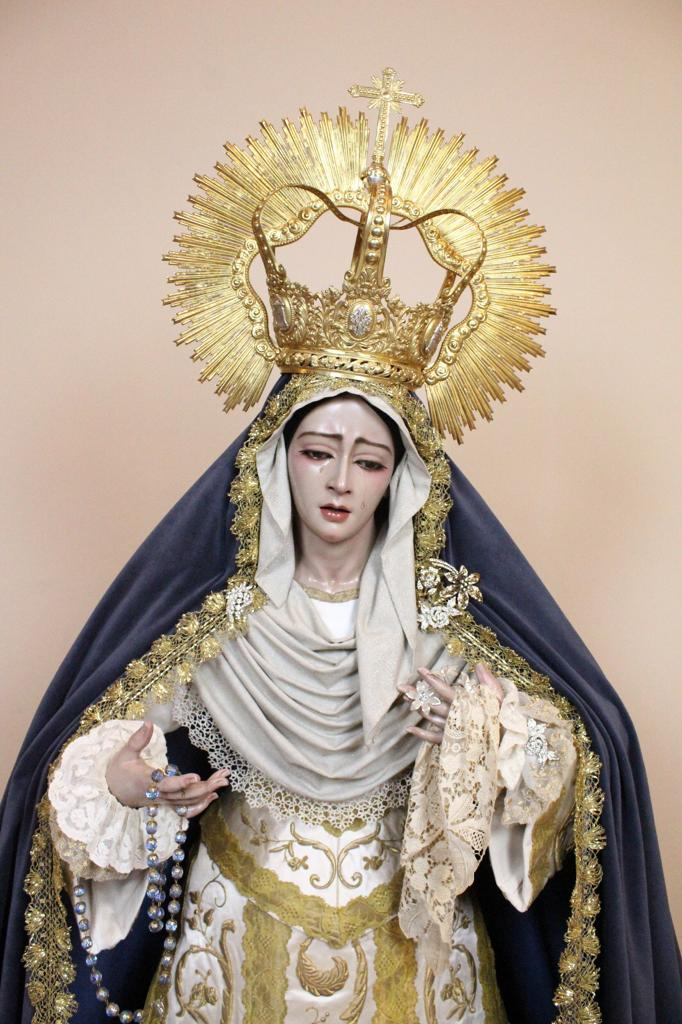
María Santísima del Amor. Cofradía Ecce-Homo Vélez-Málaga

Israel Cornejo Sánchez, (Vélez-Málaga, Málaga, 7 de septiembre de 1979), escultor e imaginero español.
Se graduó en talla en madera y dorado y policromía en la Escuela de Arte «San Telmo» de Málaga y en la Universidad de Málaga. Asistió al taller del imaginero Juan Ventura. En el año 2000 realizó su primera obra, María Santísima de la Divina Gracia de la localidad de Cieza, tras lo cual realizó a Ntra. Sra. del Mayor Dolor de la Cofradía de los Vigías de Vélez-Málaga, su ciudad natal.[cita requerida]

## Obras
- María Santísima de la Divina Gracia, 2000, Cieza.
- Nuestra Señora del Mayor Dolor, 2003, Cofradía de los Vigías de Vélez-Málaga.
- Jesús de Medinaceli y María Santísima de la Candelaria, 2002, Hermandad de Jesús de Medinaceli de Málaga.
- Nuestra Señora de los Remedios, 2005, Hermandad de los Estudiantes de Granada.
- María Santísima de Los Desamparados, 2007, Grupo Parroquial de Ntro. Padre Jesús Cautivo y María Stma. de Los Desamparados de Nerja, Málaga.
- María Santísima Lágrimas del Carmen, 2007, Grupo Parroquial Lágrimas del Carmen de Málaga.
- Nuestra Señora de la Salud, 2007, Hermandad del Nazareno de Bélmez de la Moraleda, Jaén.
- María Santísima del Amor, 2007, Cofradía de Ntro. Padre Jesús en su presentación al pueblo "Ecce-Homo" y María Santísima del Amor, Vélez-Málaga.
- Arcángel cireneo, 2008, Hermandad de Nueva Esperanza de Málaga.
- Restauración Virgen de los Dolores, 2011, Hermandad del Santo Sepulcro, Almería.
- Grupo escultórico y restauración de Cristo, 2011, Hermandad del Traslado de Málaga.[1]
- Virgen de la Piedad, 2012, Caravaca de la Cruz.[2]
- Imágenes secundarias del misterio de Jesús de la Meditación, 2013, Hermandad los Estudiantes de Granada.
- María Santísima Madre de Dios, 2013, Hermandad del Silencio de Jaén.[3][4]
- María Santísima de la Aurora, 2014, Cofradía del Resucitado de Badajoz.
- María Santísima de la Paz, 2014. Hermandad del Resucitado de Sanlúcar de Barrameda, Cádiz
- María Santísima del Dulce Nombre, 2014. Hermandad de la Sagrada Cena de Sanlúcar de Barrameda, Cádiz.
- Nuestro Padre Jesús en su Triunfal Entrada a Jerusalén, 2015, cofradía de La Pollinica de Vélez-Málaga.[5]
- María Santísima Madre de Dios en su Limpia, Pura e Inmaculada Concepción, 2015, Hermandad de las Escuelas de Baeza, Jaén.[6]